# Barro Adema
Barro Adema (Sneek, 20 maart 1766 - Sneek, 2 januari 1822) was een Nederlands jurist en bestuurder.

## Biografie
Adema was een lid van de familie Adema en een zoon van Lollius Adema en Durkjen Bouma. Hij trouwde in 1789 met Anna Catharina Hora Siccama (1766-1803), dochter van Johan Hora Siccama en Egberta Louisa Beckeringh. In 1805 trouwt hij met Catharina Tichelaar (1763-1844).
Barro Adema studeerde Romeins en hedendaags recht in Groningen en promoveerde daar in 1778. Hij was gemeentesecretaris van Wymbritseradeel, burgemeester van Sneek (1808) en van 1811 tot 1819 vrederechter te Rauwerd. In maart 1814 was hij voor het departement Friesland lid van de Vergadering van Notabelen die zich moest uitspreken over een nieuwe grondwet.